# Attack of the 60 Foot Centerfold
Attack of the 60 Foot Centerfold ist eine US-amerikanische Filmkomödie aus dem Jahr 1995 von Fred Olen Ray. Der Film, in Deutschland bislang nicht erschienen, wurde, u. a. von Roger Corman als ausführender Produzent, von New Horizons produziert. 

## Handlung
Die Models Inga, Betty und Angel sind die Kandidatinnen für den Titel Playmate des Jahres des Magazins Plaything. Bei einem Fotoshooting wird Angel von Betty beleidigt, die sich über Angels kleine Brüste lustig macht. Angel sucht Dr. Lindstrom in seiner Privatklinik auf. Angel hat vor einem Jahr eine Schönheitsbehandlung bei Lindstrom angefangen. Geplant war eine fünfjährige Pause, doch Angel möchte die Behandlung vorzeitig weiterführen. Lindstrom warnt vor den Risiken eines zu frühen Beginns, doch er kann Angels bittendem Blick nicht widerstehen. Er übergibt ihr einen Koffer mit 35 Reagenzgläsern, die ein besonderes Elixier beinhalten. Angel wird angehalten, pro Tag nur ein Glas zu sich zu nehmen, ansonsten bringe sie sich in Gefahr. 
Angel nimmt den Inhalt des ersten Glases zu sich. Sofort beginnen ihre Brüste enorm zu wachsen. Zur gleichen Zeit wird Lindstrom von seinem Assistenten Eric ins Labor gerufen. Eric präsentiert dem Wissenschaftler eine Riesenratte, die in einen Käfig gesperrt ist. Ein weiterer Käfig weist ein großes Loch auf. Lindstrom ist sich sicher, mit der Sache fertigzuwerden, auch ohne die Regierung einzuschalten. Er versucht, Angel telefonisch zu erreichen, doch es antwortet nur der Anrufbeantworter.
Die drei Kandidatinnen werden zur Villa des Magazin-Herausgebers Gordon gebracht. Alle drei sind vom Reichtum Gordons beeindruckt und versuchen, ihn zu becircen, was die eifersüchtige Rosita, ehemaliges Playmate und aktuell Gordons Haushälterin, stört. Der Fotograf Mark versucht abends, die Frauen zu verführen. Er verspricht ihnen, bei Gordon ein gutes Wort einzulegen. Inga und Betty lassen ihn abblitzen, doch bei Angel hat er Erfolg.
Am nächsten Morgen beginnen Mark und sein Assistent Wilson mit dem Fotoshooting mit Inga und Betty am Strand. Angel hat verschlafen. Ihr derangiertes Aussehen und der Kater bringt sie dazu, mehrere der Gläser zu trinken. Sie wird kurz ohnmächtig, erwacht aber schnell. Als sie sich anziehen will, merkt sie, dass die Pumps zu klein geworden sind. Angel kommt am Set an und gesellt sich zu den anderen. Angel ist größer als die beiden anderen. Nach dem Shooting wird sie wieder ohnmächtig. Der heimlich in Angel verliebte Wilson bleibt bei ihr zurück, während die anderen Gordon benachrichtigen. Gordon, Wilson, Inga und Betty kehren zum Strand zurück, wo sie einer 20 Meter großen Angel gegenüberstehen, die sie um Hilfe bittet.
In Lindstroms Klinik erscheint der Kammerjäger Stryker, der die vermisste Ratte jagen soll. Allerdings wird der selbstsichere Stryker von der Ratte in die Flucht geschlagen. Zur gleichen Zeit macht sich Gordon Gedanken, wie er Angel vermarkten kann, und überzeugt Mark, ihm zu helfen. Wilson, Zeuge des Gesprächs, will dies verhindern, scheitert jedoch bei dem Versuch, Mark zu überzeugen. Der sucht Angel am Strand auf und versichert ihr, ihr helfen zu wollen. Angel fordert ihn auf, mit Dr. Lindstrom Kontakt aufzunehmen, der immer noch versucht, die Riesenratte mit Unterstützung von Eric und seiner Kollegin Dr. Mann zu fangen. Mit einem speziellen Gas kann die noch gefangene Ratte zwar auf Normalgröße geschrumpft werden. Doch die Ratte explodiert kurz darauf.
Wilson sucht Angel auf und klärt sie über Gordons Pläne auf. Angel glaubt ihm nicht, besonders Wilsons Hinweis, dass Mark sie nicht liebe, stört sie. Dennoch kommen Zweifel in ihr auf, so dass sie sich nachts in die Wüste zum Nachdenken aufmacht. Wilson nimmt am nächsten Morgen Kontakt mit Lindstrom auf, der zusagt, zur Hilfe zu kommen. Angel kommt zurück und lässt sich von Mark fotografieren. Der Reporter Manning stößt in der Wüste auf riesige Fußspuren und hofft auf eine Story. Betty, die erkennt, dass Gordon mit Angel ein 20-Meter-Playmate auf den Markt bringen will, schleicht sich in Angels Zimmer, findet den Koffer und schluckt mehrere Gläser. Auch sie wächst zu einer Riesin. Inga sucht Betty und kommt ebenfalls in Angels Zimmer und findet den Koffer. 
Gordon und Wilson suchen Angel auf, die von Mark immer noch fotografiert wird. Angel wird klar, dass Wilson recht hatte. Da taucht die riesige Betty auf und greift Angel an. Lindstrom kommt angefahren und hat das Schrumpfgas dabei, während aus einem Versteck heraus der Reporter Manning den Kampf der Riesinnen fotografiert. Der Schrumpfversuch misslingt, Betty und Angel kämpfen weiter und stolpern dabei in eine Stadt. Die panischen Einwohner fliehen, als Lindstrom, Wilson und Mark die Stadt erreichen. Endlich können die beiden Frauen geschrumpft werden. Angel schlägt Betty k.o., Mark wird von Wilson niedergeschlagen. Während Wilson mit Angel im Arm und Lindstrom weggehen, küsst Mark Betty, woraufhin beide explodieren.
In einem Supermarkt sind zwei Frauen beim Einkaufen. An der Kasse sehen sie das Boulevardmagazin National Enquirer. Auf der Titelseite ist ein Foto der beiden kämpfenden Riesinnen zu sehen. Die lachenden Frauen werfen die Zeitung in den Einkaufswagen. Die Zeitung klappt auf, die Nachricht einer Beverly Hills terrorisierenden Riesenratte ist zu sehen.

## Kritiken
Richard Scheib vom Online-Portal „Moria“ beklagte den entsetzlich lahmen Humor des Films.
Der Autor des Blogs „Dr. Gore Reviews“ hingegen listete auf: viele Oben-Ohne-Frauen, schlechte Witze, eine riesige nackte Blondine. Der Film habe viele erfreuliche B-Movie-Elemente.

## Hintergrund
Im Film werden einige Cameo-Auftritte gezeigt. So sind u. a. Russ Tamblyn als Tankwart, Ross Hagen als Pickup-Fahrer, Tommy Kirk als dessen Beifahrer und Jim Wynorski als flüchtiger Passant zu sehen. Forrest J. Ackerman spielt in einer kurzen Szene das Wachsfiguren-Double des Grafen Dracula.